# 近藤東

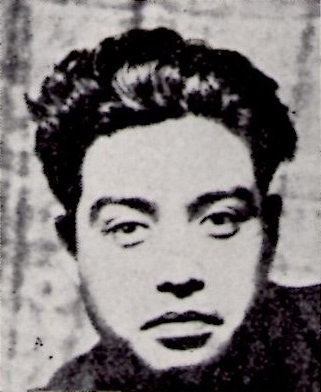
近藤東

近藤 東（こんどう あずま、1904年6月24日 - 1988年10月23日）は、日本の詩人。

## 経歴
1904年東京京橋に生まれる。岐阜中学時代より短歌を作り始め、15歳で窪田空穂に年少の才能を賞賛される早熟ぶりを示した。明治大学在学中に「謝肉祭」を創刊。明大卒業後、鉄道省に入り、その一方で詩作をし、春山行夫、竹内隆二、棚夏針手、佐藤一英などと交友をもった。北原白秋に認められ、「詩と音楽」「近代風景」などで新進詩人として出発。27年上海外遊。28年雑誌『詩と詩論』創刊に編集同人として参加、以後「MADAME BLANCHE」「文学」「詩法」「新領土」と戦前戦中のモダニズム詩運動の中心で活動した。30年には雑誌『改造』100号記念の懸賞に、「レーニンの月夜」で一等入選している。上海あるいは仮想の都市を舞台とし、近代市民のシニカルな視点をカタカナ書きやシナリオ形式といった衣裳的都会性で表現し、典型的なモダニズム詩人（村野四郎による）と評価される。また「詩と詩論」後の「詩法」、「新領土」では、編集者として、戦後の「荒地」の詩人たちを始めとする若手詩人のスカウトにも力を入れた。
戦後は戦前の意匠的な表現からやや離れ、市井の生活の実態をより直截に表現するようになったが、一貫していかなるイデオロギーからも離れた市民の冷静と皮肉を視点とした。職場（国鉄）を土台にした勤労詩運動のオ−ガナイザー、童話作家、「話の泉」ライター、アサヒグラフのコラムニスト（えぴっくとぴっく）などとしても活動。モダニズム関連を中心とする蔵書は神奈川近代文学館に「近藤東文庫」として一括管理されている。
1960年から、日本詩人会理事長・会長を務めた他、国鉄詩人連盟会長、横浜詩人会会長、神奈川近代文学館評議委員などを歴任。1981年神奈川文化賞受賞。

## 主な著作

### 詩集
- 叙情詩娘(1932)
- 万国旗(1941)
- 紙の薔薇(1944)
- 百万の祖国の兵(1944)
- えぴっくとぴっく(連載1947~)
- 婦人帽子の下の水蜜桃(1964)
- 風俗(1960)
- 軍艦(1961)
- 歳月(1976)
- 晝の華(2002)

### 童話その他
- 鉄道の旗(1944)
- ハイジ物語(1948)
- ことば歳時記(1983)

### 全集
- 近藤東全集(1987)